# Aeroportul Salem-Leckrone
Aeroportul Salem-Leckrone (IATA: SLO, ICAO: KSLO, FAA LID: SLO) este un aeroport din Illinois, Statele Unite ale Americii ce deservește zona Salem⁠(d). A fost numit după zona deservită.
Situat la o altitudine de 175 m, aeroportul dispune de 1 pistă.

## Infrastructură

### Piste
Aeroportul dispune de o singură pistă. Pista 18/36 are suprafața de asfalt și dimensiunile 4.098 picioare × 75 picioare. 